# 鄭村棋
鄭村棋（1952年3月20日—），台湾左翼政治人物、社會運動活动家，人民民主黨創始人和前召集人。曾任《中國時報》記者、工人立法行動委員會召集人、台灣勞工教育資訊發展中心創辦人、臺北市政府勞工局局長，参与籌組中國時報工會，協助籌組眾多工會與聯合組織，長年推動工人运动和由下而上的民主參與。

## 主要生平

### 黨外運動
1978年，鄭村棋在與伴侶夏林清逛街時，看到書報攤賣的黨外雜誌就脫口說：「這種雜誌很難看！」反被夏林清回：「你沒看怎能說很難看？」受此刺激開始認真閱讀黨外雜誌，發現與過去理解不太一樣，以後就常看黨外政論雜誌，並開始對國民黨的作為產生質疑。同年，中央民代選舉，開始參與黨外運動，為基隆王拓選國代，擔任助選員。
1980年，林正杰參選台北市議員，鄭村棋擔任選戰小組策畫工作。

### 从事工运
1988 年，鄭村棋擔任中國時報勞工記者期間，因籌組中國時報產業工會而遭時任老闆余紀忠開除，從此從報導者的角色轉為專職運動者。
離開中國時報後，鄭村棋開始協助籌組台灣基層工會組織，包含中國時報產業工會、中正機場工會聯誼會、工作傷害受害人協會、台灣區倉儲運輸業工會聯合會、台北市產業總工會、台北縣產業總工會、日日春關懷互助協會等，因為積極搞工運，1990年代郝柏村擔任行政院長時，整肅社運，把鄭村棋列為「工運流氓」。
同時，鄭村棋也跟海外的知識份子弄了一本學術刊物《台灣社會研究季刊》，希望能夠在學術思想上有個另類的思維，不要完全是一種自由主義、自由派的思維跟經濟。鄭村棋也跟一些朋友搞另類雜誌《島嶼邊緣》。
1990年野百合學運，鄭村棋以民主學生聯盟（民學聯）為主的左派學生運動導師的身份，成為五人教授顧問團成員之一。

### 工运主张
1992年基隆客運罷工，間接促成工人立法行動委員會成立，以鄭村棋為召集人，由各個勞工抗爭事件的具體個案，集結上升到整體政策的修改。1993年秋天舉辦秋鬥遊行後，工委會每年都以當時攸關勞工權益的議題進行「春」、「秋」鬥爭遊行，創下國內勞工界具有抗爭目的的有計畫性集體抗爭行動。鄭村棋亦在其中扮演關鍵角色，如國民黨執政時期，1993年 11月 12日 「工審勞委會大遊行」蛋洗勞委會，違反集遊法及侮辱官署，判刑五個月，募款繳交罰金結案 。1994年 1112秋鬥「抗議三不保」大遊行，蛋洗衛生署。1994年台灣實施「全民健康保險」，工委會從工人階級立場提出「工人版健保法」，並發動激烈抗爭，要求全民健保制度應朝向社會福利精神設計。
1997年，台北市長陳水扁掃黃廢娼，引發台北市的反廢娼運動，當時鄭村棋所帶領的工運工作者王芳萍和周佳君介入組織，鄭村棋認為，這是因為民進黨當時已經往右翼靠攏。標榜照顧弱勢的民進黨，因為政黨鬥爭就把弱勢公娼當祭品。公娼此役，鄭村棋從旁協助督軍。
在協助工人爭取權益的過程中，鄭村棋主張，工人階級一定要優先發展自己的主體性，不要因為自己弱，就急著投靠政治力量，提倡工人跟各政黨「等距外交，等比結盟」，反對簡錫堦與勞工陣線主張工人趕快與民進黨靠攏的路線。
工委會的內部組織上，鄭村棋主張批判、挺進，採取強勢領導，許多幹部因適應不良或意見相左離開。投入台灣倉儲運輸工會聯合會的秘書冷尚書，雖在倉運聯做得有聲有色，也曾是鄭村棋的得力助手，卻與鄭理念不合離開，投入九二一災區重建工作；鄭村棋一手扶植的桃勤工會，核心幹部毛振飛因反對1998年謝深山參與台北縣長選舉時，工委會發起的反輔選活動，與鄭村棋發生嚴重衝突，雙方爭議至今仍未化解。 

### 担任公职
1993 年，尤清任台北縣長時，鄭村棋出任勞工局專員兼勞教中心主任。
1998-2002 年，馬英九任台北市市長時，鄭村棋出任台北市勞工局局長，在受訪時表示，一部分原因為了證明體制外運動者，不是只會在體制外批判，也敢拿權力，更可以把事做好，另一部分原因是要證明工運不是只能跟民進黨合作，也可以跟國民黨合作，重點是可以合作，但絕對不能依靠。
鄭村棋當勞工局長任內，在依法行政的前提下，優先以勞工的權益為考量。例如在台北市統籌分配款遭中央刪減，各局處預算緊縮下，仍編列三億元的勞工權益基金，以支應勞工解雇、關廠等爭議有職災訴訟費的支援。為提升社會各界職業災害的重視，出任勞工局長後，首次編列500萬元預算，做為職災訴訟補償金。同時將職災死亡、重殘等慰問金改為主動發放。為了推動職災保護，在勞工局長任內舉辦工殤活動，以辦法會心情，讓社會重視職災喪生、傷殘問題，並企使政府訂定職災保護法。
2001年，鄭村棋於台北市勞工局局長任內，與龔尤倩推動「台北，請聽我說！」外勞詩文比賽，每年出版的得獎作品集除了反映移工文學在例年來的書寫風格轉變，也翻譯許多帶有母國文學傳統的移工詩作。

### 百万廢票運動
2004年總統选举，鄭村棋推動「百萬廢票運動」，呼籲選民不要含淚、含恨投票，直接棄絕藍綠。投廢票主張未獲支持泛藍的全國總工會理事長林惠官、支持泛綠全國產業總工會理事長盧天麟支持，而剛成立不久的泛紫聯盟則推出虛擬候選人較勁。

### 人人參選運動
2004年起，鄭村棋開始推動人民老大運動，訴求人人參選，主僕歸位，透過培力，讓最弱的人，例如身障者與新移民，都能出來參選，奪取政治權力。
他在接受風傳媒採訪時表示，「要真正建立人民的力量，要從民眾生活中著手。」鄭村棋表示自己之後準備走20年漫長的路，對於現在年輕人，他認為若不走出另類的路，「只是在換湯不換藥」是無救的，「台灣社會就是湯跟藥要一起換」。一起聯合參選的原住民拔耐．茹妮老王表示：「參選是人人當家做主，不是期待一個政治代理人幫他講話，拜託政治明星幫他做事。」
鄭村棋先后在人民火大行動聯盟、人民民主陣線推動成員參與歷屆地方與中央選舉。自己也代表參與2014年基隆市議員與2016台北市大安區立委選舉。

## 其他經歷
- 服兵役時任輔導長，他表示對他這個大學生震撼很大。連上有卅個人不識字，另外還有精神狀態有問題的人也在服兵役（但是自己認識有背景的朋友卻可以逃避兵役）。這段經歷對他日後影響很大。（2012年5月14日接受光禹訪問）
- 早年曾做過業務。表示當時下班前常被老闆叫去，等於變相加班，相當不爽，於是在對外跑業務時自己帶書到台北郵局吹冷氣看書。（2012年5月14日接受光禹訪問）
- 早年也當過張老師基金會義工。服務一段時間後，認為對社會其實幫助不大，因為當他幫來電者重建以後，送進社會又被絞成肉塊送回來。
- 時而参加TVBS政論节目《2100全民開講》《新聞夜總會》《少康戰情室》。2006年5月開始主持飛碟電台周一至週五中午的《飛碟午餐》節目。2006年12月直轄市長選舉後，認為口水無益，小幅減少在《2100》節目中的出現（後已經不上 2100 全民開講，甚至批判其節目議題挑選與探討之屬性），改在廣播節目內探討結構與制度問題。
- 2012年4月27日結束飛碟午餐主持工作，總計剛好六年。離開電台工作以前，又於部分電視政論節目出現（如大話新聞，但早先他在扁政府時期，也曾說拜託讓我上大話新聞，不給我錢我都可以去。）雖然是工運出身，但很少在廣播節目中談勞工議題。主持風格和挑選議題相當另類，會針對特殊議題，甚至是冷門議題深入討論。經常邀請政府代表被碰軟釘子（代表說沒空，卻在其他節目發言），但也可在訪談中突顯官僚問題與荒謬性。另外，主持風格也頗令人側目，不怕與反對意見的聽眾對辯，甚至花很多時間對辯，相較於其他限制 call in 聽眾話題與時間的作法，主持節目是比較特殊。

## 統獨觀點
鄭村棋曾在政論節目中多次表示，支持社會主義一國一制，反對一國兩制。郑村棋稱，如果中国大陆真的能够致力于两岸无产阶级的解放，则支持统一，反之则不同意。

## 家庭
- 妻子：夏林清，台大城鄉所教授夏鑄九之妹，曾為輔仁大學心理學系教授兼系主任、蘆荻社區大學校長，並為台灣多個社運團體的顧問。[26]
- 女兒：鄭小塔，現任台北市士林區岩山里里長。

## 節目與探討
在廣播主持節目的風格式為台灣少數特例。但電視節目上則一律以政治評論為主，並也會有激動、髒話的場景出現。
在廣播節目中，曾探討台灣較冷門的議題，或者是在當下熱門議題中有不同見解與堅持，以下為一些專題：
- 樂生療養院

- 鄭大為跆拳道裁判事件（東亞運男子跆拳道比賽爭議）：主張鄭大為並無裁判失當，並認為這是一種集體罷凌，至結束主持前仍邀請鄭大為上節目談論。

- 台灣廢核：日本三一一事件後持續關注台灣廢核議題。

- 士林文林苑事件：於2012年3月28日爆發拆遷抗爭前，就已經討論文林苑事件。並曾邀請台北市都更局官員對談，最後獲得「依法行政」的一再回應。

- 禽流感與李惠仁導演：於2012年爆發大規模禽流感前，曾訪問過李惠仁導演談禽流感狀況。

## 爭議事件
- 夏林清事件因出面為其叫屈，而遭到網友的指責批評。[27]

## 其他
- 演員李立群與他是小學同學，李立群接受鄭村祺訪問時表示，從小他就是一個很有正義感的人。
- 嗜好為喝茶。
- 居所陽明山別墅（存疑）為夫人夏林清娘家的物業，其兄為台大城鄉所前所長夏鑄九，其父為中華民國情報機關領導人戴笠的幹訓班、後來台創辦正聲廣播電台的夏曉華， 來台之後以正聲廣播電台名義借用國土在該別墅土地蓋屋迄今，只是該處曾因佔用鄰居土地被判決敗訴，而該土地原為國有地，現產權未明[來源請求]。

## 外部連結
- 做對的事　勞運校友籲學生發揮改變社會力量 （页面存档备份，存于）